# Fűrészelés

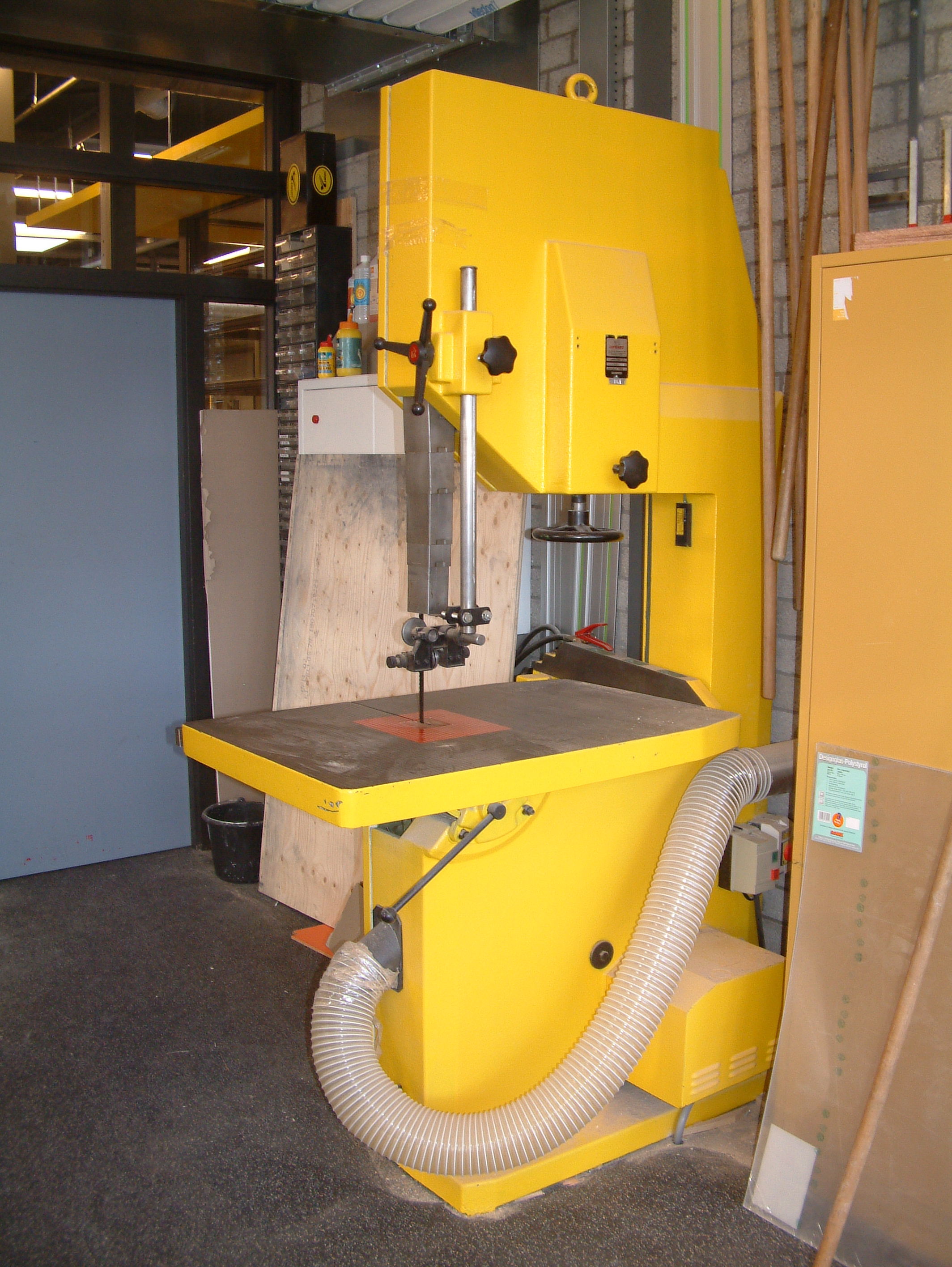
Szalagfűrész

A fűrészelés többélű forgácsoló szerszámmal végzett forgácsolási eljárás. Síkbeli vagy 2D-s vonalmenti darabolást tesz lehetővé. Létezik kézi és gépi megvalósítása is. A főmozgást a szerszám végzi, amely lehet alternáló, egyirányú végtelenített vagy forgó mozgású.

### Szerszám
Típusai:
- fűrészlap (kézi és gépi)
- végtelenített fűrészlap (gépi)
- fűrésztárcsa (gépi)

#### Szerszám fogainak kialakítása
A szerszám fogai a megmunkálandó anyag minőségétől függenek. Puhább anyagok (például alumínium, réz, fa) esetén nagyobb forgácstérű és nagyobb fogú, míg keményebb, ridegebb anyagok (például acél) esetén kisebb fogú és minimális forgácstérű szerszámokat használnak.

## Kapcsolódó szócikk
- Fűrész